# Cry for Freedom
Cry for Freedom è una power ballad del gruppo musicale statunitense White Lion, pubblicata come terzo singolo estratto dall'album Big Game del 1989.
Il testo del brano rappresenta un invito alla fede nella libertà e nei sogni, così come una condanna contro razzismo, violenza e guerre.
La canzone è stata accompagnata da un video musicale girato a Parigi presso il cimitero di Père-Lachaise, noto per ospitare la tomba di Jim Morrison. Curiosamente, qualche anno più tardi lo stesso cimitero servirà come ambientazione anche ai Bon Jovi per il video di I'll Sleep When I'm Dead (1993).
Nel 2001, il brano è stato reinterpretato dal gruppo heavy metal russo Ария (Aria) con il testo tradotto in lingua locale.

## Tracce
1. Cry for Freedom – 6:10
2. Dirty Woman – 3:27

## Formazione
- Mike Tramp – voce
- Vito Bratta – chitarre
- James Lomenzo – basso
- Greg D'Angelo – batteria

## Classifiche
| Classifica (1990) | Posizione massima |
| ----------------- | ----------------- |
| Paesi Bassi       | 19                |